# Alladorf
Alladorf  (oberfränkisch: Alla-doaf) ist ein Gemeindeteil des Marktes Thurnau im Landkreis Kulmbach (Oberfranken, Bayern). Die Gemarkung Alladorf hat eine Fläche von 15,446 km². Sie ist in 1909 Flurstücke aufgeteilt, die eine durchschnittliche Flurstücksfläche von 8091,25 m² haben. In ihr liegen neben dem namensgebenden Ort die Gemeindeteile Lochau und Trumsdorf. Der Ort ist für seine Töpferei und Keramik-Herstellung bekannt.

## Geographie
Das Kirchdorf liegt im Tal der Lochau am nördlichen Rand der Fränkischen Schweiz mit den Erhebungen Ziegenberg (522 m ü. NHN, 0,8 km nordöstlich) und Schirdigberg (533 m ü. NHN, 1,2 km östlich). Die Kreisstraße KU 7 führt nach Trumsdorf (1,3 km südlich) bzw. nach Tannfeld (2,5 km nordöstlich). Eine Gemeindeverbindungsstraße führt nach Kleinhül zur Kreisstraße KU 23 (3,2 km westlich).

## Etymologie des Ortsnamens
Der Ortsname erschien relativ spät in Urkunden: Die älteste bekannte Namensnennung in einer Originalurkunde aus dem Jahr 1433 lautet „Alachtorf“. Eine ältere Nennung als „Altdorf“ des Jahres 1388 ist nur als Abschrift aus dem 15. Jahrhundert erhalten. Weitere Namen bis zum Jahr 1500 waren 1421 „Alachtdorf(f)“, 1441 „Alhadorff“, 1468 „Alerdorf“, 1470/77 und 1500 „Alat(t)dorf“.
Durch Textvergleiche frühmittelalterlicher Schriften kam Gütter zum Schluss, dass es sich bei Alladorf um einen fränkischen Ortsnamen handelt, denn der Namenstyp Alachdorf und so weiter trat nur in fränkischen Siedlungsgemeinschaften auf. Der Ortsname dürfte entweder Ort mit/bei einer Kirche oder geschützte Siedlung bedeuten.

## Geschichte
Alladorf gehört zu den ältesten fränkisch-deutschen Siedlungen des Kulmbach-Bayreuther Raums. Dies beweist ein Gräberfeld wenige hundert Meter nordöstlich der Alladorfer Kirche, das schon seit dem 8. Jahrhundert belegt wurde. Die Belegung endete vor Beginn des 10. Jahrhunderts. Vermutlich war es der Friedhof der Ortsgründer und ihrer Nachfahren. In den Jahren 1955 (Jahr der Entdeckung) bis 1984 wurden 228 Gräber untersucht. Es handelt sich um das größte bis heute bekannte frühmittelalterliche Gräberfeld Nordostbayerns. Es ist zu vermuten, dass ein derart großes Gräberfeld mit einer Kirche verbunden war. Jedenfalls ist Alladorf ein wichtiges Zeugnis für die Anwesenheit von fränkischen Siedlern spätestens zu Beginn der Karolingerzeit im Kulmbacher Raum.
Gegen Ende des 18. Jahrhunderts bestand Alladorf aus 60 Anwesen. Das Hochgericht übte das bayreuthische Vogteiamt Wonsees aus. Die Dorf- und Gemeindeherrschaft hatte das bayreuthische Kastenamt Sanspareil. Grundherren waren
- das Fürstentum Bayreuth (53 Anwesen; Kastenamt Sanspareil: 5 Höfe, 1 Halbhof, 2 Höflein, 3 Halbhöflein, 3 Söldengütlein, 1 Tropfsölde mit Backhaus, 1 Haus mit Schmiede, 1 Haus mit Hofrait, 1 Haus, 1 Halbhaus, 1 Tropfhaus, 3 Tropfhäuslein; Kanzleilehen: 2 Mühlen, 1 Wirtshaus, 1 Badstube, 1 Hof, 1 Dreiviertelhof, 2 Halbhöfe, 1 Gütlein, 3 Söldengütlein, 8 Sölden, 2 Sölden jeweils mit Schmiede, 1 Halbsölde, 1 Haus mit Fleischbank, 1 Haus, 1 Häuslein, 1 Tropfhäuslein, 2 Hofstätten; Pfarrei Trumsdorf: 1 Halbsöldengut),
- das Rittergut Thurnau (1 Gut, 1 Gütlein, 1 Hofstatt),
- das Rittergut Danndorf (1 Haus, 1 Hofstatt),
- das Rittergut Guttenberg (1 Haus),
- die Gemeinde Alladorf (1 Wohnhaus).

Neben den Anwesen gab es noch 1 Kirche, 1 Schulhaus und 1 Gemeindehirtenhaus.
Von 1797 bis 1810 unterstand der Ort dem Justiz- und Kammeramt Sanspareil. Mit dem Gemeindeedikt wurde 1811 der Steuerdistrikt Alladorf gebildet, zu dem Lochau, Tannfeld und Trumsdorf gehörten. Mit dem Zweiten Gemeindeedikt (1818) entstand die Ruralgemeinde Alladorf, die deckungsgleich mit dem Steuerdistrikt war. Sie war in Verwaltung und Gerichtsbarkeit dem Landgericht Hollfeld zugeordnet und in der Finanzverwaltung dem Rentamt Bayreuth. 1852 wurde die Gemeinde dem Landgericht Thurnau und 1856 dem Rentamt Thurnau (1919 in Finanzamt Thurnau umbenannt) überwiesen. 1821 wurde Tannfeld eine eigenständige Ruralgemeinde. Ab 1862 gehörte Alladorf zum Bezirksamt Kulmbach (1939 in Landkreis Kulmbach umbenannt). Die Gerichtsbarkeit blieb beim Landgericht Thurnau (1879 in das Amtsgericht Thurnau umgewandelt), von 1929 bis 1959 war das Amtsgericht Hollfeld zuständig, seit 1959 ist es das Amtsgericht Bayreuth. Die Finanzverwaltung wurde 1929 vom Finanzamt Kulmbach übernommen. Die Gemeinde hatte 1961 eine Gebietsfläche von 15,444 km².
Am 1. Juli 1975 wurde Alladorf in den Markt Thurnau eingemeindet.

### Baudenkmäler
- Haus Nr. 3, 35: Wohnstallhäuser
- Haus Nr. 9: Gutshof
- Haus Nr. 13: eingeschossiges Haus des 18. Jahrhunderts; Giebel und Dachgauben verschiefert, ersterer mit ornamentaler Silbermalerei, bezeichnet „1878“; Nebengebäude am Obergeschoss mit schlichtem Fachwerk, verschieferter Giebel ebenfalls mit Silbermalerei[16]
- Haus Nr. 28: ehemaliges Schulhaus
- Haus Nr. 51: Wohnhaus
- Haus Nr. 60: Die evangelisch-lutherische Filialkirche St. Nikolaus ist eine Chorturmkirche. Sie wurde 1445 zum ersten Mal erwähnt und entstand vermutlich als Stiftung des Rittergeschlechts Blassenburg/Guttenberg. Dieses besaß in Alladorf ein Schloss und Lehengüter.[17]

### Einwohnerentwicklung
Gemeinde Alladorf
| Jahr      | 1818   | 1840   | 1852   | 1855   | 1861   | 1867   | 1871   | 1875   | 1880   | 1885   | 1890   | 1895   | 1900   | 1905   | 1910   | 1919   | 1925   | 1933   | 1939   | 1946   | 1950   | 1952   | 1961   | 1970   |
| Einwohner | 574    | 638    | 643    | 651    | 661    | 666    | 692    | 678    | 685    | 741    | 710    | 671    | 645    | 634    | 625    | 622    | 606    | 551    | 517    | 669    | 622    | 607    | 527    | 480    |
| Häuser    | 116    |        |        |        |        |        | 115    |        |        | 120    | 119    |        | 116    |        |        |        | 115    |        |        |        | 110    |        | 114    |        |
| Quelle    | [ 12 ] | [ 19 ] | [ 19 ] | [ 19 ] | [ 20 ] | [ 21 ] | [ 22 ] | [ 23 ] | [ 24 ] | [ 25 ] | [ 26 ] | [ 19 ] | [ 27 ] | [ 19 ] | [ 28 ] | [ 19 ] | [ 29 ] | [ 19 ] | [ 19 ] | [ 19 ] | [ 30 ] | [ 19 ] | [ 13 ] | [ 31 ] |

Ort Alladorf
| Jahr      | 001809 | 001818 | 001861 | 001871 | 001885 | 001900 | 001925 | 001950 | 001961 | 001970 | 001987 |
| Einwohner | 275    | 267    | 310    | 317    | 354    | 311    | 282    | 297    | 253    | 239    | 220    |
| Häuser    |        | 58     |        |        | 59     | 56     | 56     | 52     | 56     |        | 53     |
| Quelle    | [ 32 ] | [ 12 ] | [ 20 ] | [ 22 ] | [ 25 ] | [ 27 ] | [ 29 ] | [ 30 ] | [ 13 ] | [ 31 ] | [ 1 ]  |

## Religion
Der Ort ist seit der Reformation evangelisch-lutherisch geprägt und nach St. Michael (Trumsdorf) gepfarrt.